# Regió de Tombali
La Regió de Tombali és una regió al sud de Guinea Bissau. La capital és la ciutat de Catió. Limita al nord amb les regions de Quinara, Bafatá i Gabú, a l'est amb l'oceà Atlàntic, i al sud i a l'est amb la República de Guinea.
L'extensió de territori d'aquesta regió abasta una superfície de 3.736 quilòmetres quadrats, mentre que té una població d'uns 94.939 residents (xifres del cens de l'any 2009). La densitat poblacional és de 25,41 habitants per quilòmetre quadrat.

## Sectors

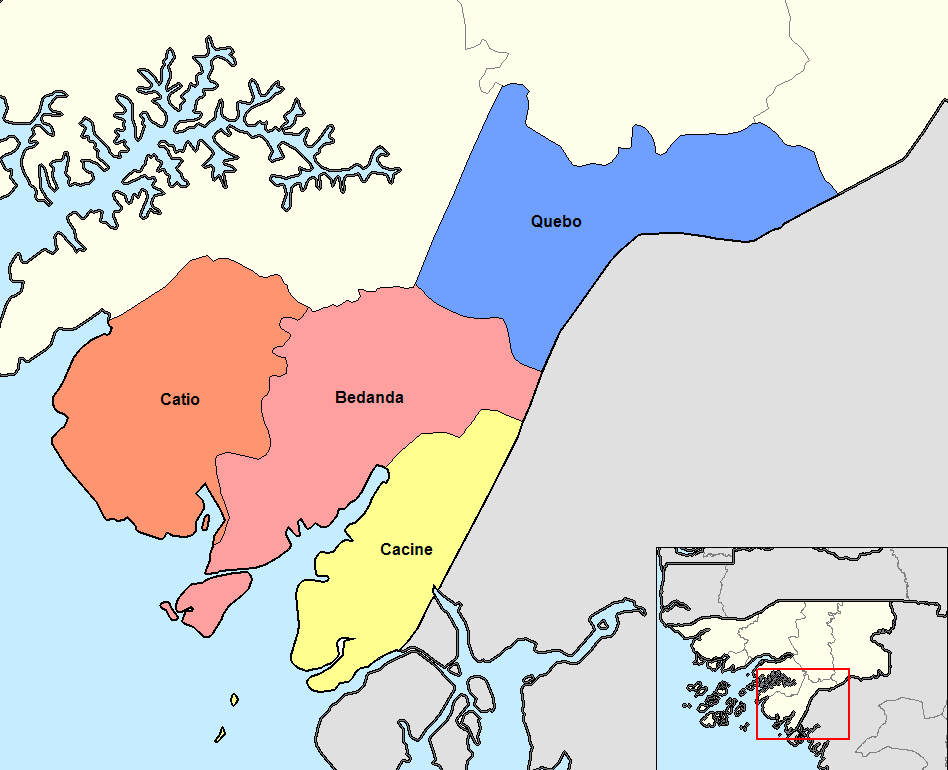
Sectors de Tombali

La regió de Tombali es dividida en cinc sectors: 
- Bedanda
- Cacine
- Catió
- Quebo
- Komo